# Ologenesi
Ologenesi è il secondo album in studio del gruppo musicale italiano Little Pieces of Marmelade , pubblicato il 7 ottobre 2022.

## Descrizione
Il disco segna il passaggio dall'inglese all'italiano.
Le registrazioni del disco sono partite a gennaio 2021, appena terminata l'esperienza ad XFactor, e sono durate fino alla fine di aprile 2022.
Il disco è stato quasi interamente registrato e autoprodotto nello studio del gruppo a Filottrano ad eccezione di Canzone 2, Canzone 6, Canzone 4 e Canzone 11 che sono state registrate a Milano con Manuel Agnelli.
I nomi delle tracce sono dovuti all'ordine in cui esse sono state scritte, a partire dalla 1 alla 12, salvo poi cambiare l'ordine.

## Tracce
1. Canzone 1
2. Canzone 7
3. Canzone 2
4. Canzone 3
5. Canzone 10
6. Canzone 6
7. Canzone 8
8. Canzone 4
9. Canzone 9
10. Canzone 5
11. Canzone 11
12. Canzone 12

## Formazione
- Daniele "DD" Ciuffreda - voce, batteria, synth; pianoforte in Canzone 12
- Francesco "Frankie Wah" Antinori - basso, chitarre; synth in Canzone 3, Canzone 8; charango in Canzone 7, batteria in Canzone 9; seconda voce; registrazione

Personale tecnico
- Manuel Agnelli - produzione
- Guido Andreani - registrazione e mix
- Giovanni Versari - mastering
- Nora Bentivoglio - ufficio stampa [2]